# Chatterton (opera)
Chatterton è un'opera lirica in tre atti di Ruggero Leoncavallo. È la prima opera composta da Leoncavallo, su libretto proprio ispirato al dramma omonimo di Alfred de Vigny, rappresentata per la prima volta a Roma al Teatro Drammatico Nazionale il 10 marzo 1896.

## Presentazione
L'opera e il dramma di de Vigny si ispirano liberamente alla vita di Thomas Chatterton, considerato dai romantici come il perfetto archetipo del poeta maledetto, divenuto famoso per i suoi pastiche di poesia medievale, che egli attribuiva ad un immaginario monaco del XV secolo che chiamava Thomas Rowley. All'età di diciotto anni, esasperato dalla miseria, Chatterton si suicidò a Londra avvelenandosi.
Chatterton, composta nel 1876, è il debutto operistico del giovane Leoncavallo, appena diplomatosi al conservatorio di Napoli. Il lavoro però non venne rappresentato perché l'impresario fuggì col denaro del compositore poco prima della messa in scena..
Leoncavallo dovette attendere di raggiungere il successo con la sua opera più famosa, Pagliacci, prima di vedere una rappresentazione di Chatterton. L'opera infine andò in scena nel 1896, in una versione riveduta rispetto alla composizione originale. Il lavoro però non ebbe successo, nemmeno dopo un'ulteriore revisione del 1905.. Oggi Chatterton si rappresenta raramente.

## Cast della prima rappresentazione
| Personaggio   | Interprete          |
| ------------- | ------------------- |
| Caterina Bell | Adalgisa Gabbi      |
| Chatterton    | Benedetto Lucignani |
| Giorgio       | Giuseppe Cremona    |
| Giovanni Bell | Raffaele Terzi      |
| Lord Beckford |                     |
| Lord Talbot   | Cremona             |
| Skirner       | Aristide Anceschi   |

Direttore d'orchestra era Vittorio Podesti.

## Trama
La storia è ambientata nel XVII secolo. Un giovane poeta, Thomas Chatterton, è ospitato come inquilino in casa di Giovanni Bell, membro della ricca borghesia londinese, mentre è alla ricerca di un lavoro che risollevi la sua condizione di povertà. Trova conforto nell'amore segreto per Caterina, moglie di Giovanni, che lo sostiene in drammatiche vicende, seguendolo fino alla morte.

## Discografia
- Chatterton è degna di nota per essere stata una delle prime opere complete mai registrate (nel maggio 1908, dalla Gramophone Company, predecessore dell'etichetta HMV, su dischi a 78 giri). Il fatto che la registrazione fosse diretta dallo stesso compositore la rende un documento di inestimabile valore acustico.[4]. Questa registrazione è stata ammodernata e distribuita su CD dalla casa discografica Marston Records (52016-2). Il suono orchestrale sotto la direzione di Leoncavallo è grossolano, e la qualità dei cantanti diseguale, con il migliore contributo che viene da un rinomato tenore drammatico della Scala dell'epoca, Francesco Signorini, che esegue la sua parte con raffinatezza e forza drammatica. (Nell'edizione Marston la registrazione di Chatterton del 1908 è abbinata a una registrazione di Pagliacci del 1907, con un cast diverso).
- Esiste un'altra registrazione integrale di Chatterton, pubblicata dalla Bongiovanni con il seguente cast: Renato Zuin, Tiziana Scaciga della Silva, Maurizio Zanchetti, Enrica Bassano, Fabrizio Neri; Orchestra dell'Opera Ucraina di Dniepropetrovsk, Coro Filarmonico di Pesaro, direttore Silvano Frontalini.